# Игита, Кристиан
Кристиа́н Андре́с Иги́та Бельтра́н (исп. Cristian Andrés Higuita Beltran; род. 12 января 1994, Кали, Валье-дель-Каука, Колумбия) — колумбийский футболист, полузащитник клуба «9 октября».

## Клубная карьера
Игита родился в Кали, где окончил футбольную академию местного клуба «Депортиво Кали». 15 сентября 2011 года в матче против «Итагуи» он дебютировал в чемпионате Колумбии. В своем первом сезоне Кристиан выиграл Кубок Колумбии, приняв участие в двух матчах розыгрыша трофея. 27 января 2014 года в поединке против «Бояка Чико» Игита забил свой первый гол за команду.
26 января 2015 года Игита перешёл в клуб-новичок MLS «Орландо Сити». 8 марта он участвовал в дебютном матче «львов» в главной лиге США, соперником в котором был другой новичок MLS «Нью-Йорк Сити». 1 августа в поединке против «Коламбус Крю» он забил свой первый гол за «Орландо». По окончании сезона 2019 контракт Игиты с «Орландо Сити» истёк, к этому времени он оставался последним игроком «львов» из оригинального состава 2015 года.
16 декабря 2019 года Игита вернулся в Колумбию, подписав контракт с клубом «Атлетико Хуниор» на 2020 год.
25 июня 2021 года Игита подписал контракт с клубом «Онсе Кальдас».
1 апреля 2023 года Игита, находившийся в статусе свободного агента более года, пополнил состав клуба Примеры B «Орсомарсо».

## Международная карьера
В начале 2013 года в составе молодёжной сборной Колумбии Игита стал победителем молодёжного чемпионата Южной Америки в Аргентине. На турнире он сыграл в матче против Чили.
Игита был включён в предварительный состав сборной Колумбии на Кубок Америки 2016, но в финальную заявку не попал.

## Достижения
Командные
 «Депортиво Кали»
- Обладатель Кубка Колумбии — 2010

Международные
 Колумбия (до 20 лет)
- Чемпионат Южной Америки — 2013